# Hilton de Almeida
Hilton de Almeida (Rio de Janeiro, 5 maggio 1933 – Rio de Janeiro, 10 giugno 1997) è stato un pallanuotista brasiliano.
Ha partecipato, come membro del Brasile, alle Olimpiadi di Roma 1960, partecipando al torneo di pallanuoto.
Ha vinto 2 bronzi ai Giochi panamericani del 1955 e del 1959.